# 品葱
品蔥是一个中文論壇網站，讨论内容以政治及时事等话题爲主，主要用戶為海外華人和中國大陸翻牆網民，网站服务器架设在美国。平台在中国大陆被防火长城封锁，中国大陆的用戶需要通過突破网络审查的方法才能访问。舊品蔥於2018年10月30日關閉，新的運營團隊建立的新品蔥隨後開站。

## 网站特性
品葱的多數議題著重於政治時事。大部分用戶具有自由主义政治取向，用戶之間也經常分享突破網路審查的心得。为保证用户的隐私，服务器不會记录用戶的IP地址，在注册时亦不需要邮箱或手机，只需要通过reCAPTCHA验证即可注册账户。发帖和回覆可以設置延时发布，曾经的默认搜尋引擎是DuckDuckGo，现已改为Startpage。《華盛頓郵報》形容品蔥流行於中國的極客之間，網站风格與Reddit相似。

## 相關事件
- 2019年8月7日，因中华人民共和国政府對反對逃犯條例修訂草案運動相关新聞進行封鎖，有香港示威者於品葱發表《香港抗争者致内地同胞书》[10]。
- 2019年11月13日，部分中國大陸自由派人士以在品蔥上传毕业证书或各种证件的图片与文字声援反修例运动[11][12][13][14]。
- 2019年11月30日，有新品蔥網友製作並在GitHub平台發佈了一款被稱為「耿爽模擬器」的网页，此程式通過隨機排列中华人民共和国外交部发言人耿爽的過去發言及替換關鍵字，自動生成一文章。此程式發佈後引起香港與台灣網友關注[15][16][17]。12月30日，耿爽模擬器下架[18]。
- 2020年4月16日，科學雜誌《自然》期刊在篇章《中國正在加強對冠狀病毒研究的控制》（China is tightening its grip on coronavirus research）中引用論壇文章《如何看待國內規定與新冠肺炎有關的學術論文需審核備案》作為信息來源[19]。

## 外部連結
- GitHub上的Pincong-WeCenter（页面存档备份，存于）（品葱使用的论坛软件）
- GitHub上的新品葱數據庫查詢（页面存档备份，存于）